# Мадона деле Грације (Козенца)
Мадона деле Грације је насеље у Италији у округу Козенца, региону Калабрија.
Према процени из 2011. у насељу је живело 448 становника. Насеље се налази на надморској висини од 324 м.